# Ванц, Глауко
Глауко Ванц (итал. Glauco Vanz; родился 10 августа 1920 года, Мантуя — 28 сентября 1986 года, Болонья) — итальянский футболист, игравший на позиции вратаря.
Выступал, в частности, за клуб «Болонья», с которой становился чемпионом Италии.

## Игровая карьера
Во взрослом футболе дебютировал в 1938 году выступлениями за команду «Мантова» из родного города, в которой провел один сезон.
Своей игрой за эту команду привлек внимание представителей тренерского штаба клуба «Болонья», к составу которого присоединился в 1939 году. Отыграл за болонской команду следующие тринадцать сезонов своей игровой карьеры. За это время завоевал титул чемпиона Италии.
В течение 1952—1953 годов защищал цвета «Бари».
Завершил профессиональную игровую карьеру в клубе «Джулианова», за которую выступал в течение 1954—1955 годов.

## Выступления за сборные
В составе сборной был участником футбольного турнира на Олимпийских играх 1948 года в Лондоне, но был лишь дублером Джузеппе Казари, поэтому на поле не выходил.
Умер 28 сентября 1986 года на 67-м году жизни в городе Болонья.

## Титулы и достижения
- Чемпион Италии (1):

«Болонья»: 1940/1941